# Trần Văn Châu
Trần Văn Châu (sinh ngày 15 tháng 8 năm 1964) là một thẩm phán và chính trị gia người Việt Nam. Ông hiện là Chánh án Tòa án nhân dân cấp cao tại Thành phố Hồ Chí Minh, Thẩm phán cao cấp. Ông từng là đại biểu Quốc hội Việt Nam khóa 12, thuộc đoàn đại biểu Bến Tre, Chánh án Tòa án nhân dân tỉnh Bến Tre.

## Xuất thân
Ông sinh ngày 15 tháng 8 năm 1964, người dân tộc Kinh, không theo tôn giáo nào, quê quán ở xã Thành An, huyện Mỏ Cày, tỉnh Bến Tre.

## Giáo dục
Trình độ chính trị: Đại học
Trình độ chuyên môn: Cử nhân luật, Cử nhân chính trị, Cử nhân hành chính

## Sự nghiệp
Ông gia nhập Đảng Cộng sản Việt Nam vào ngày 29/11/1986.
Từ 2007 đến 2011, ông là đại biểu Quốc hội Việt Nam khóa 12 tỉnh Bến Tre, đồng thời là giữ chức vụ Chánh án Tòa án nhân dân tỉnh Bến Tre; Bí thư chi bộ và Bí thư Ban cán sự Đảng Tòa án nhân dân tỉnh Bến Tre. Ông từng là Đại biểu Hội đồng nhân dân tỉnh.
Ông có thời gian làm Phó Tổng biên tập Tạp chí Tòa án nhân dân. Trong thời gian này ông được bổ nhiệm chức danh Thẩm phán Tòa án nhân dân tối cao.
Ngày 1 tháng 11 năm 2013, từ vị trí Phó Tổng biên tập Tạp chí Tòa án nhân dân, ông được Chánh án Tòa án nhân dân tối cao (Việt Nam) bổ nhiệm giữ chức Phó Chánh tòa Tòa Phúc thẩm Tòa án nhân dân tối cao (Việt Nam) tại Thành phố Hồ Chí Minh, nhiệm kì 5 năm từ 1/11/2013.
Tháng 7 năm 2015, ông được bổ nhiệm giữ chức vụ Chánh án Tòa án nhân dân cấp cao tại Thành phố Hồ Chí Minh.